# 산 자의 기록
산 자의 기록(일본어: 生きものの記録, Record Of A Living Being)은 일본에서 제작된 구로사와 아키라 감독의 1955년 드라마 영화이다. 미후네 도시로 등이 주연으로 출연하였고 모토키 소지로 등이 제작에 참여하였다.

## 출연

### 주연
- 미후네 도시로
- 시무라 타카시

### 조연
- 치아키 미노루
- 미요시 에이코
- 아오야마 쿄코
- 토고 하루코
- 센고쿠 노리코
- 네기시 아케미
- 타치카와 히로시
- 우에다 키치지로
- 토우노 에이지로
- 사다 유타카
- 후지와라 카마타리
- 미츠다 켄
- 시미즈 마사오
- 아츠시 와타나베
- 키요미 미즈노야
- 오가와 토라노스케
- 나카무라 노부오
- 히다리 보쿠젠
- 츠키야 요시오
- 타니 아키라
- 코도 코쿠텐
- 카토 카즈오
- 오무라 센키치
- 혼마 후미코
- 사쿠라이 쿄로

## 제작진
- 미술: 무라키 요시로
- 의상: 스즈키 미유키